# Berenguela López de Haro

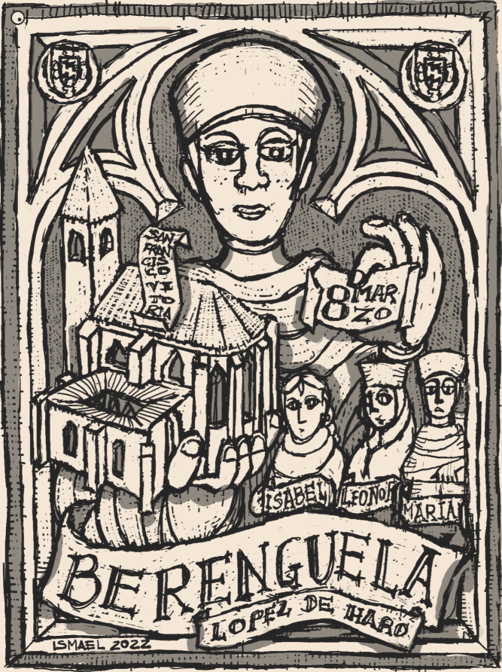
Representación artística de Berenguela López de Haro realizada con motivo del 8 de Marzo, Día Internacional de la Mujer

Berenguela López de Haro (Nájera, La Rioja, 1220-Nájera, c. 1296) fue una dama española de la nobleza. Como benefactora de la Orden Franciscana promovió, junto con otras damas, la construcción de los conventos de San Francisco y de Santa Clara, ambos en Vitoria. 

## Biografía
La estirpe a la que pertenecía por vía paterna era, por su puesto, la del linaje de los Haro. Concretamente, su padre, Lope Díaz II de Haro (apodado «Cabeza Brava»), fue el sexto señor de Vizcaya. 
No obstante, su ascendencia por vía materna fue también determinante en su trayectoria vital. Era hija de Urraca Alfonso de León, quien a su vez fue fruto de la unión extramatrimonial entre el rey Alfonso IX de León e Inés Íñiguez de Mendoza. Este hecho, el de ser nieta del rey leonés, convirtió a Berenguela en una dama muy próxima a la realeza, dotada por lo tanto de un especial poder y estatus (cabe señalar por ejemplo cómo era sobrina del rey Fernando III, a la par que prima de Alfonso X).
Asimismo, gracias a su abuela materna, mantuvo fuertes lazos con la casa de Mendoza (Berenguela era prima segunda de Lope de Mendoza, que por entonces ostentaba el Señorío de Llodio, y también de Diego López de Mendoza, que en su época encabezaba el Señorío de Mendoza).
Fue hermana de Diego López III de Haro, séptimo señor de Vizcaya así como de Sancho López de Haro, Lope López de Haro el Chico, Alonso López de Haro; abuelo de Juan Alfonso de Haro señor de los Cameros. Sus hermanas fueron Teresa, anterior esposa de su marido Rodrigo, y Mencía López de Haro, reina consorte de Portugal por su matrimonio con Sancho II que fue anulado posteriormente. También fue hermanastra de Lope Díaz de Haro, obispo de Segovia, y Diego López de Salcedo casado con Teresa Álvarez, hija fuera de matrimonio de Álvaro Fernández de Lara «Potesta».
Contrajo matrimonio antes de 1254 con Rodrigo González Girón, hijo de Gonzalo Rodríguez Girón. Berenguela fue su tercera y última esposa y sobrevivió a su marido y fue su testamentaria.

## Mecenazgo
Berenguela otorgó testamento el 17 de agosto de 1296. En el testamento dejó una manda testamentaria en la que donaba parte de su fortuna para edificar el edificio donde habría de ser enterrada: la iglesia principal del convento de San Francisco de Vitoria. Además, en su testamento, maldecía a quienes no cumpliesen su orden póstuma «Sea dado todo en la iglesia que yo me mando enterrare que nunca sea llevado dende a otra parte en ninguna guissa, e si alguno quisiera ir contra esto…sea maldito como Judas e Datan e Abiron […]».
Antonio Yepes señala que tuvo su tumba en el monasterio de Santa María la Real de Nájera, en La Rioja, pero esto parece un error. Yepes constató cómo, efectivamente, Berenguela hizo donaciones al citado monasterio, sin embargo parece que no tuvo oportunidad de leer su testamento de 1296, donde claramente ésta expresa su deseo de ser enterrada en el convento de San Francisco de Vitoria. Su tumba presidió allí un importante panteón junto a los sepulcros de Isabel Téllez de Castilla, Leonor de Guzmán y María Hurtado de Mendoza. Aunque este convento fue derruido a principios del siglo XX, testigos vieron el sepulcro afirman que estaba acompañado de una inscripción moderna que sin embargo contenía datos erróneos y que decía: Aquí yace la ynfanta doña Berenguela, hija del Ynfante don Joan, Ynfante de Don Lope Díaz de Haro, señor de Vizcaya. Feneció el año de JVCCXCVI.